# Mark Camilleri
Mark Camilleri M.Q.R. (ur. 2 lutego 1988) – maltański historyk, pisarz, bloger i wydawca. Camilleri był przewodniczącym Krajowej Rady Książki od 2013 do 2021. Następnie stał się zdeklarowanym krytykiem rządzącej Partii Pracy oraz premierów Josepha Muscata i Roberta Abeli.

## Początki kariery
Camilleri studiował historię na Uniwersytecie Maltańskim, gdzie uzyskał tytuł licencjata (z wyróżnieniem) w 2009 i tytuł magistra w 2012. W czasach studenckich był aktywnym członkiem Moviment Graffitti.  
W 2009 opublikował w swojej studenckiej gazecie „Ir-Realta” opowiadanie Alexa Velli Gery Li Tkisser Sewwi (pol. „Napraw to, co zepsujesz”). Opowiadanie Velli Gery to pierwszoosobowa męska narracja na temat kobiecego uprzedmiotowienia i wykorzystywania seksualnego. Publikacja została natychmiast zakazana na Uniwersytecie Maltańskim, a Camilleri wraz z autorem został postawiony w stan oskarżenia przed sądem za publikowanie wulgaryzmów i pornografii. Do aresztowania doszło w czasie, gdy w sektorze sztuki obowiązywały stare przepisy dotyczące cenzury. To doprowadziło go do zorganizowania grupy nacisku o nazwie Front Against Censorship, która lobbowała na rzecz usunięcia przepisów cenzury ze sztuki. Camilleri i Vella Gera zostali uwolnieni przez maltańskie sądy ze wszystkich postawionych im zarzutów. Po ich zwolnieniu, przepisy dotyczące cenzury na Malcie zostały usunięte w 2016. W następnym roku Front Against Censorship lobbował na rzecz usunięcia zniesławienia karnego, które finalnie zostało usunięte z maltańskiego kodeksu prawnego w 2018.
Za swoją działalność za zniesieniem cenzury rządowej Camilleri został w 2013 kontrowersyjnie, wśród oskarżeń o patronat polityczny, uhonorowany przez prezydenta Malty George’a Abelę Medalem Służby dla Republiki (M.Q.R).

## National Book Council
W 2013 Mark Camilleri został mianowany prezesem wykonawczym maltańskiej National Book Council (Krajowej Rady Książki). Podczas swojej kadencji wprowadził pierwszy na Malcie program wynagrodzeń autorom za wypożyczenia biblioteczne, zapoczątkował udział Malty w London Book Fair i założył Malta Book Fund.
Camilleri nalegał również na eksport literatury maltańskiej opisując Immanuela Mifsuda i Walida Nabhana jako dwóch najbardziej reprezentatywnych współczesnych autorów maltańskich na całym świecie.  
Po maltańskim kryzysie politycznym w 2019 Camilleri stał się bardzo krytyczny wobec rządu ze względu na komplikacje wynikające z jego własnego stanowiska na temat śledztwa w sprawie morderstwa Daphne Caruany Galizii. Przykładem tego jest odwołanie ceremonii wręczenia Krajowych Nagród Książkowych, która miała odbyć się w kancelarii premiera w listopadzie. To skutkowało wezwaniem do złożenia przez niego rezygnacji ze stanowiska w służbie publicznej po obrażeniu wyższych urzędników państwowych. Camilleri odmówił rezygnacji i złożył oficjalne przeprosiny.    
Kiedy w 2021 jego kontrakt z Krajową Radą Książki nie został przedłużony Camilleri twierdził, że jest dyskryminowany ze względów politycznych domagając się nagrody za całokształt osiągnięć.

## Poglądy polityczne
Camilleri wcześniej przedstawiał się jako „marksista” i „lewicowiec”. Po odejściu z Partii Pracy poparł kandydatkę ADPD Sandrę Gauci, aby w końcu zachęcać ludzi do głosowania na Partię Narodową. Camilleri poparł przewodniczącą Parlamentu Europejskiego Robertę Metsolę po wyborach w 2022. Następnie twierdził, że identyfikuje się jako „prawicowy libertarianista”.

## Publikacje
Jego dorobek jako historyka obejmuje książki A Materialist Revision of Maltese History 870-1919 (2016, ISBN 978-99932-17-43-5) i A Materialist Revision of Maltese History 1919-1979 (2018, ISBN 978-99932-17-56-5). Camilleri w swojej pracy zarzucił także, że Superintendence of Cultural Heritage celowo ukryło dowody archeologiczne, aby zatuszować islamską historię Malty i wezwał do publikacji wszystkich obiektów archeologicznych znajdujących się w jego inwentarzu. W 2020 wzywał również do przeniesienia pomnika królowej Wiktorii z centrum Valletty. 
W swojej książce A Rent-Seeking Paradise (2021, ISBN 9789918953516), Camilleri twierdzi, że podczas kryzysu politycznego na Malcie w grudniu 2019 sześciu zbuntowanych członków parlamentu zwróciło się do Josepha Muscata o rezygnację ze stanowiska premiera i lidera Partii Pracy
Camilleri regularnie pisze na swoim blogu i pracuje jako autor samodzielnie publikujący za pośrednictwem własnego wydawnictwa Dar Camilleri. Publikacje obejmują jego powieść Ġaħan fl-Aqwa Żmien (2022, ISBN 9789918953523) oraz L-Antologija ta' Letteratura Mqarba (2022, ISBN 9789918953530).
W 2021 opublikował czaty internetowe pomiędzy domniemanym morderscą Daphne Caruany Galizi Yorgenem Fenechem a maltańskim politykiem Edwardem Zammit Lewisem. W 2023 udostępnił czaty pomiędzy Fenechem a maltańską polityk Rosianne Cutajar. Doprowadziło to do rezygnacji Cutajar z grupy parlamentarnej Partii Pracy w rządzie Malty, co spowodowało również jej usunięcie z Komisji Spraw Społecznych parlamentu Malty. Sąd Karny nakazał postawienie Camilleriowi zarzutów o popełnienie przestępstwa w związku z publikacją czatów z udziałem Cutajar, interpretując to jako obrazę sądu w kontekście toczącego się procesu sądowego w sprawie Fenecha.